# گیماریش
شهر گیماریش (به پرتغالی: Guimarães)  (تلفظ پرتغالی:[ɡimɐˈɾɐ̃jʃ] ()) در گیماریش در کشور پرتغال واقع شده‌است. جمعیت این شهر ۵۲٬۱۸۱ نفر  است. در تاریخ ۲۳ ژوئن ۱۸۵۳ به عنوان شهر شناخته شد.

## جستارهای وابسته

گویمارائس - Guimarães
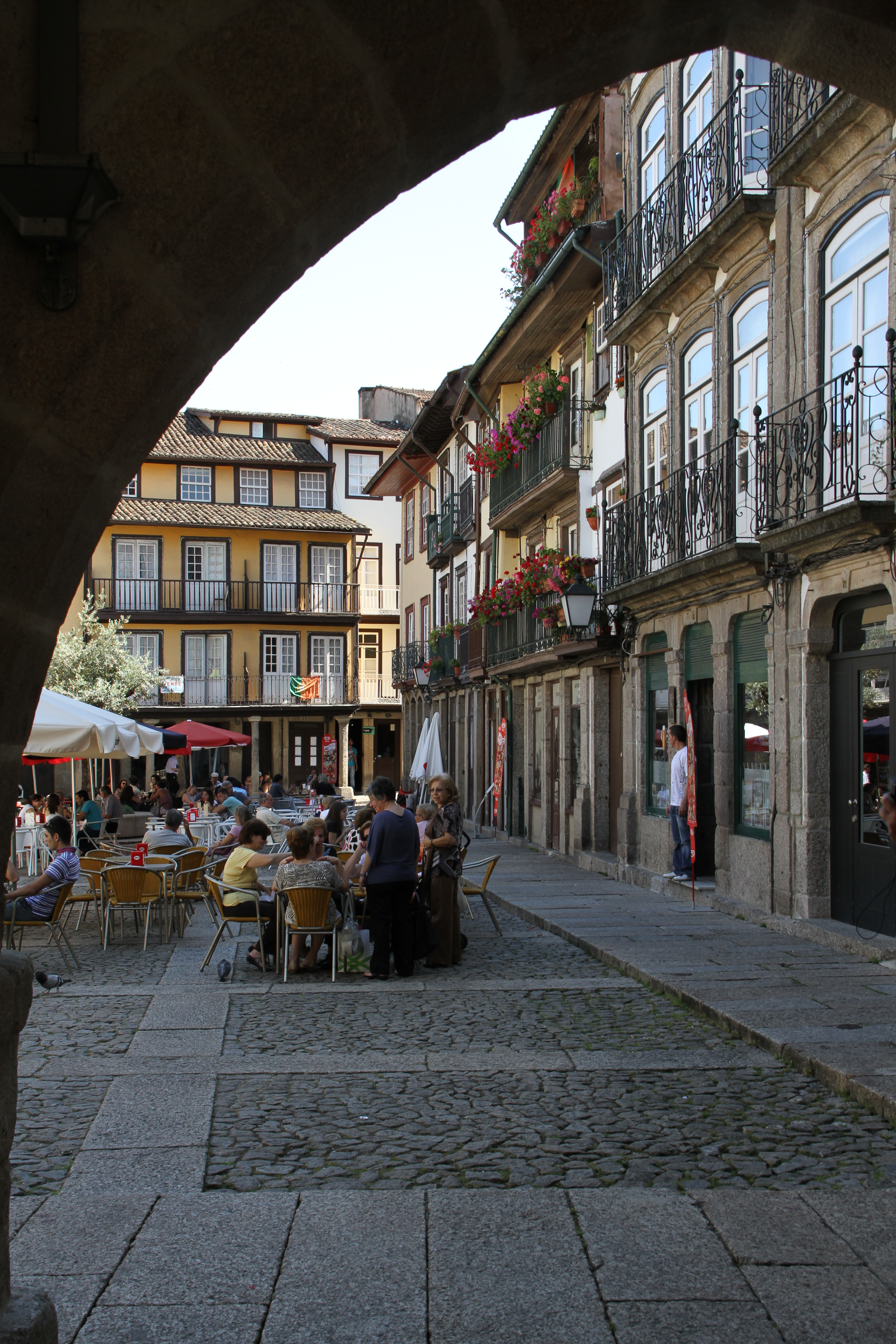
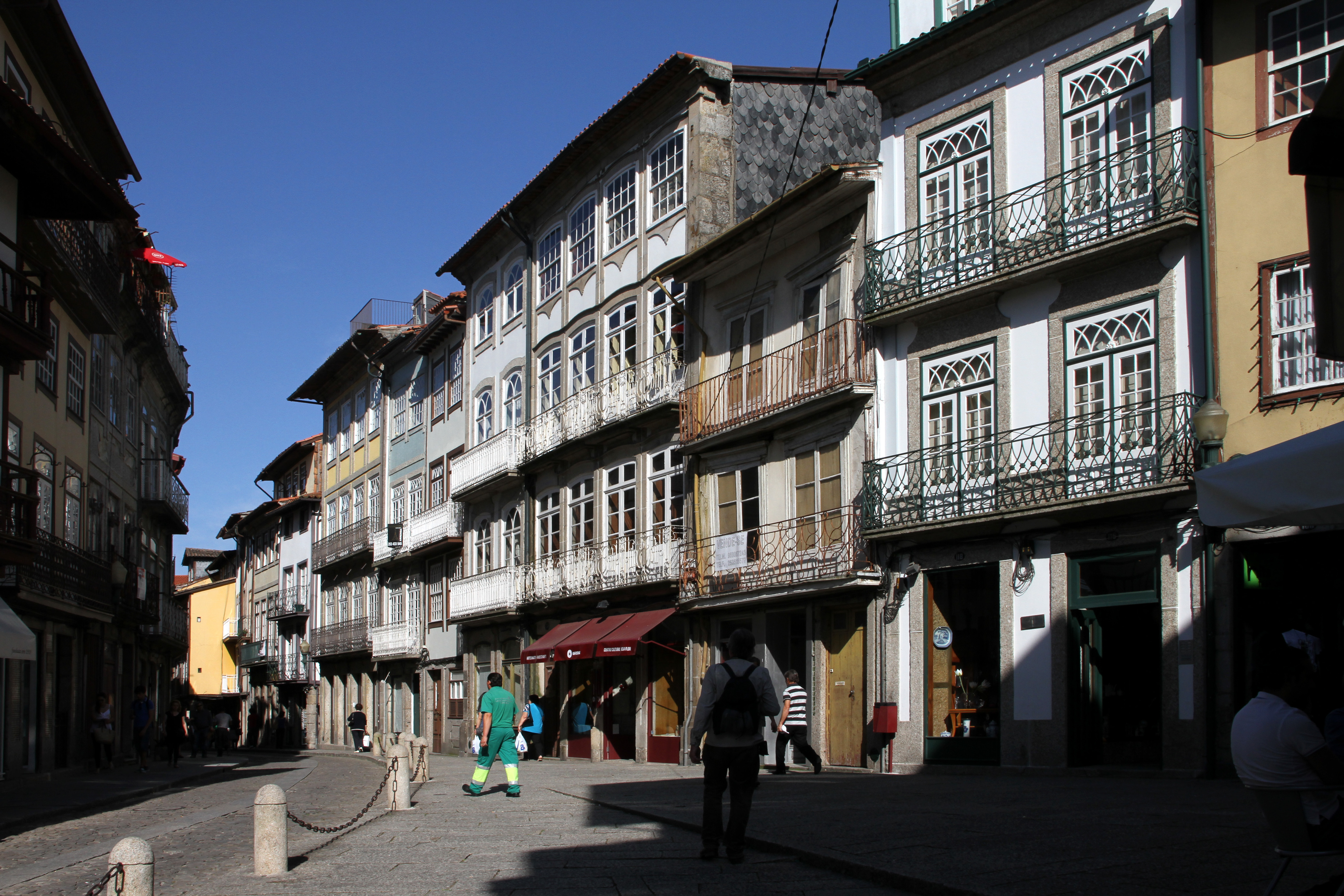
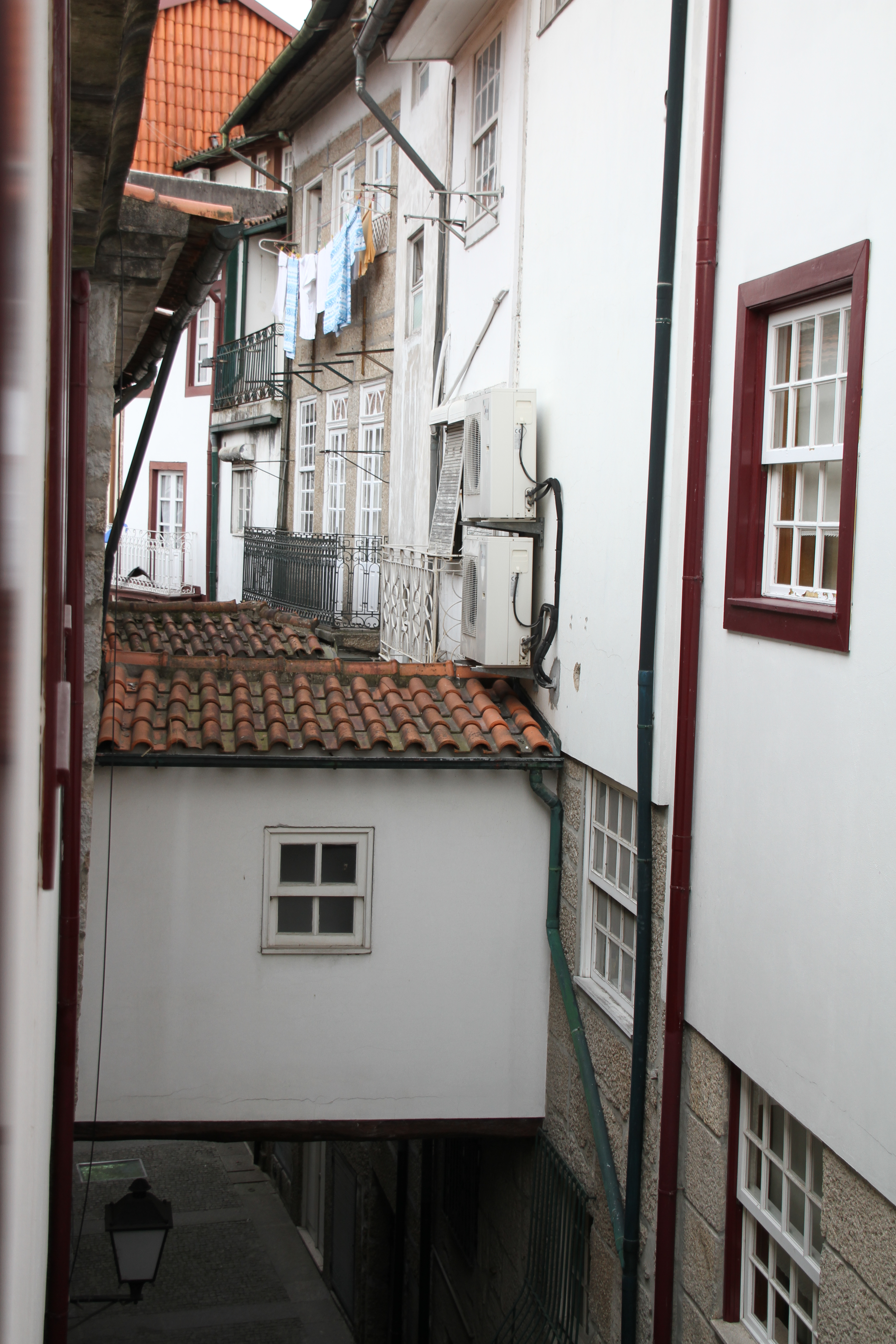
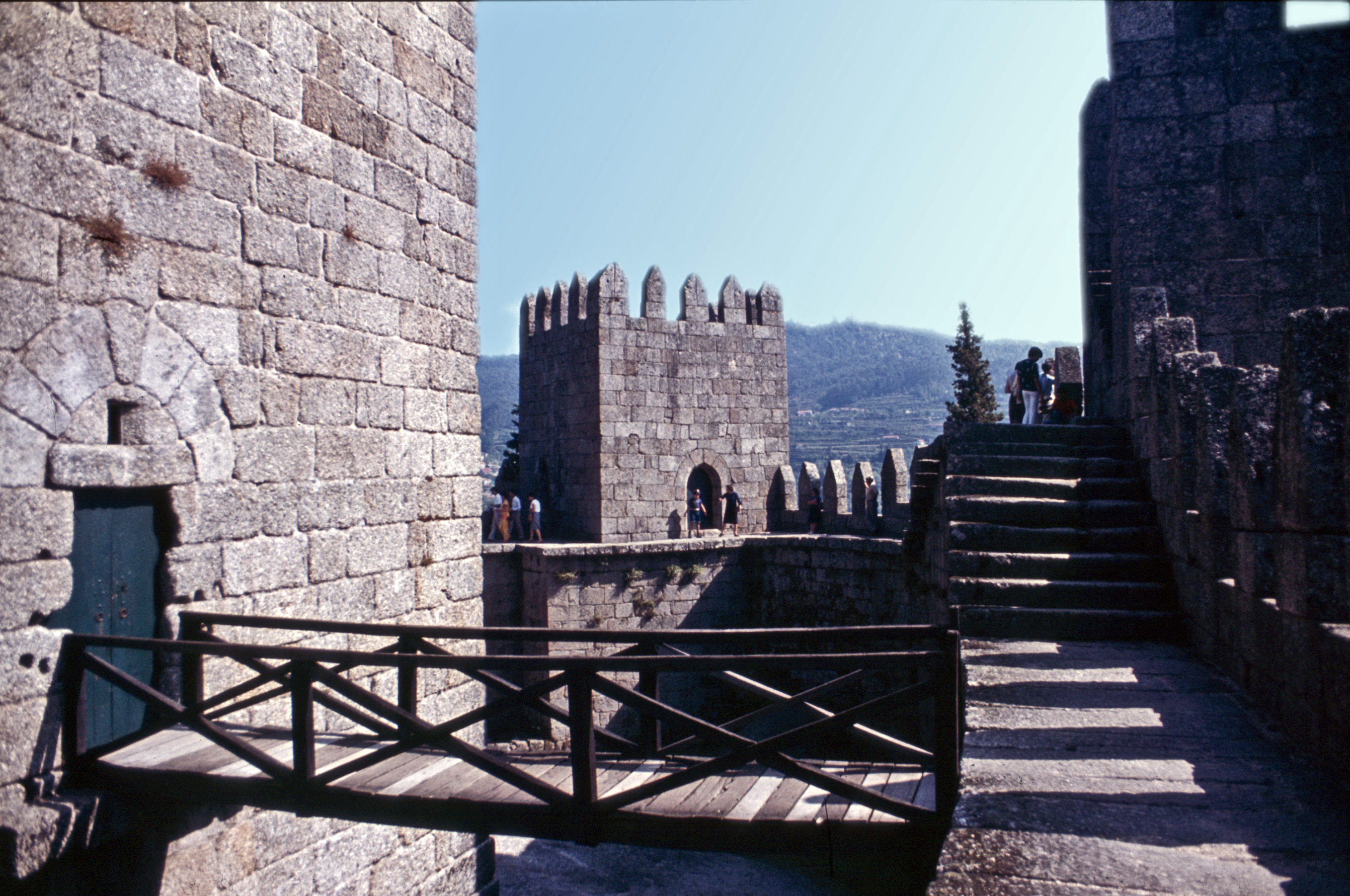
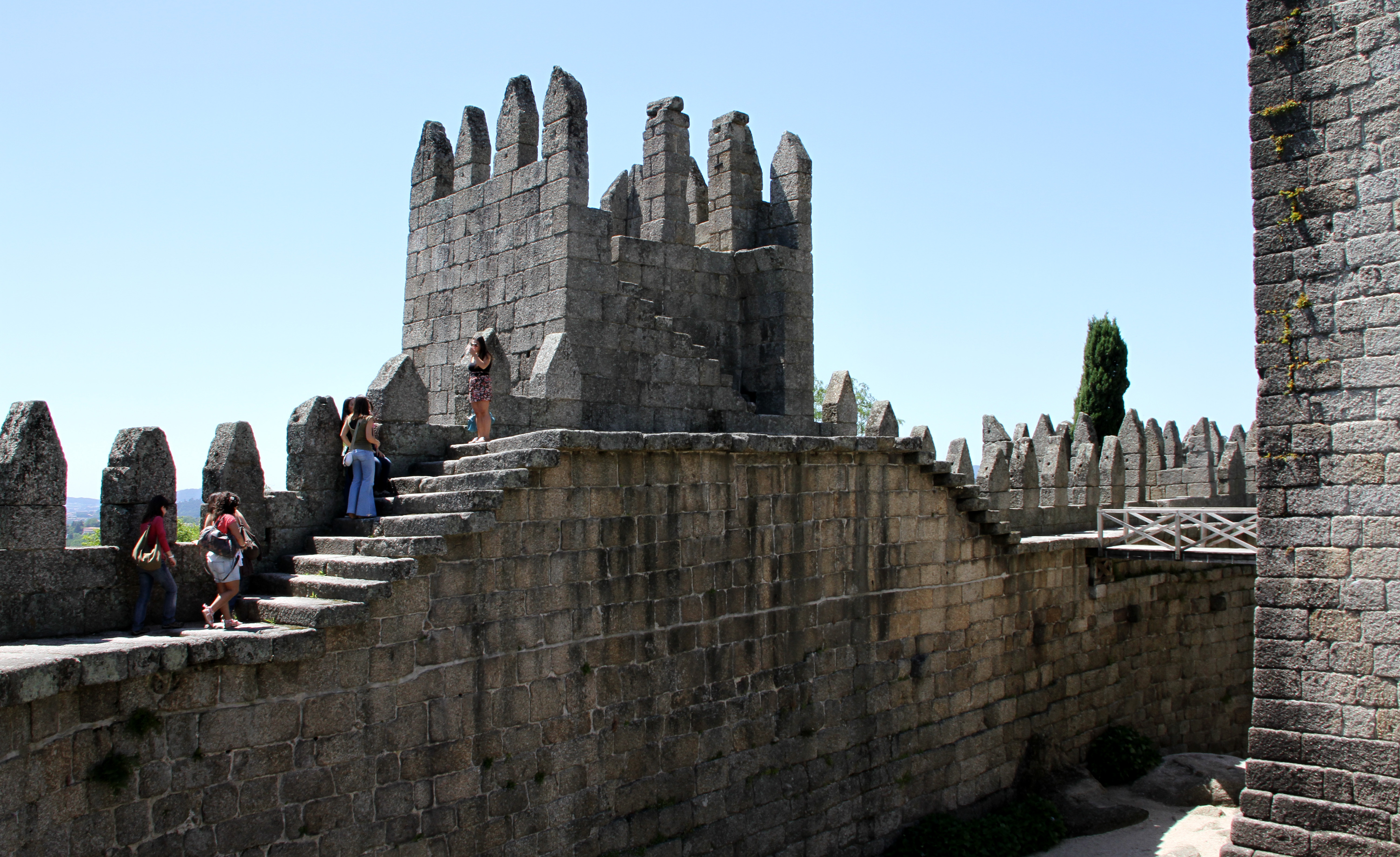
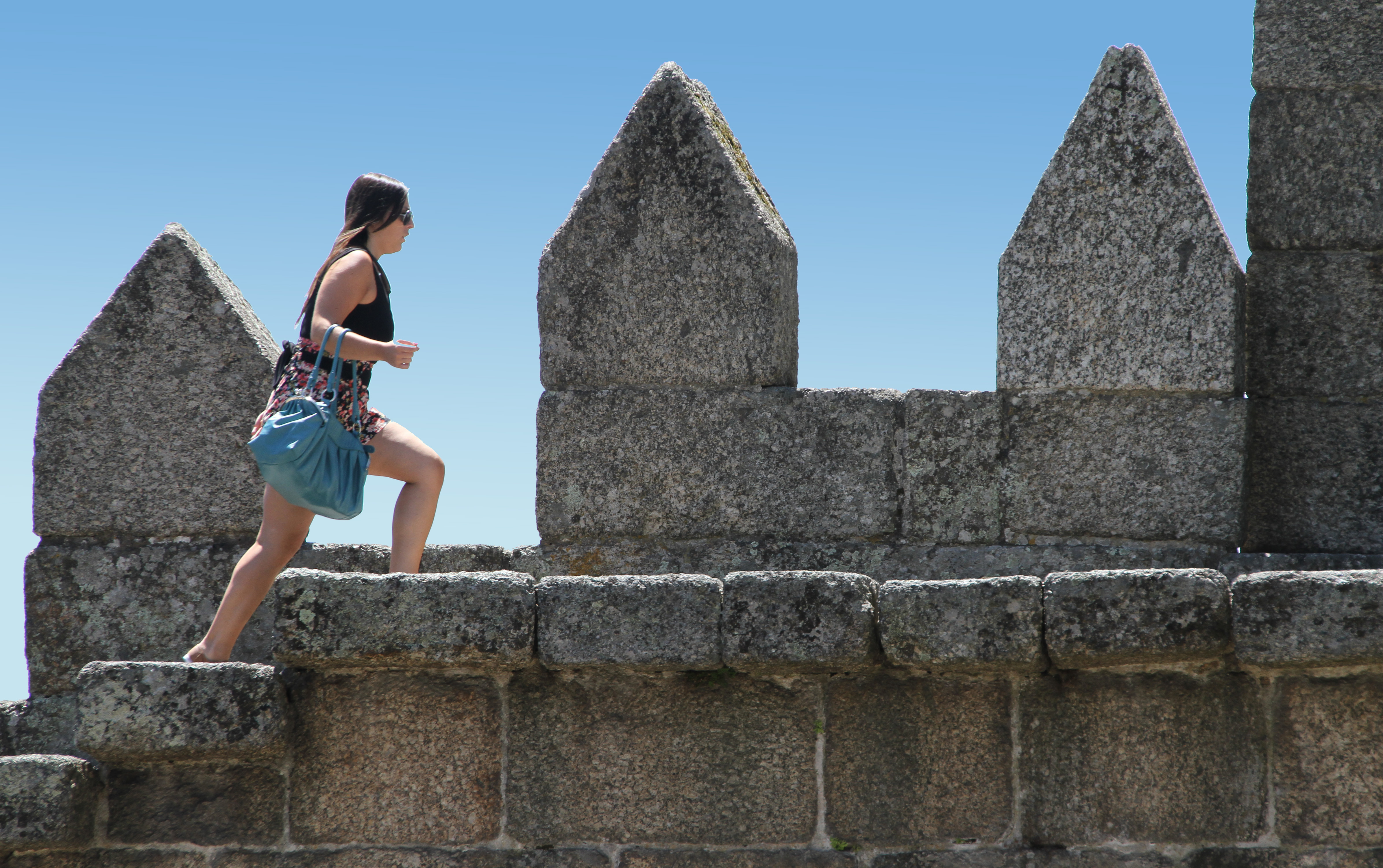
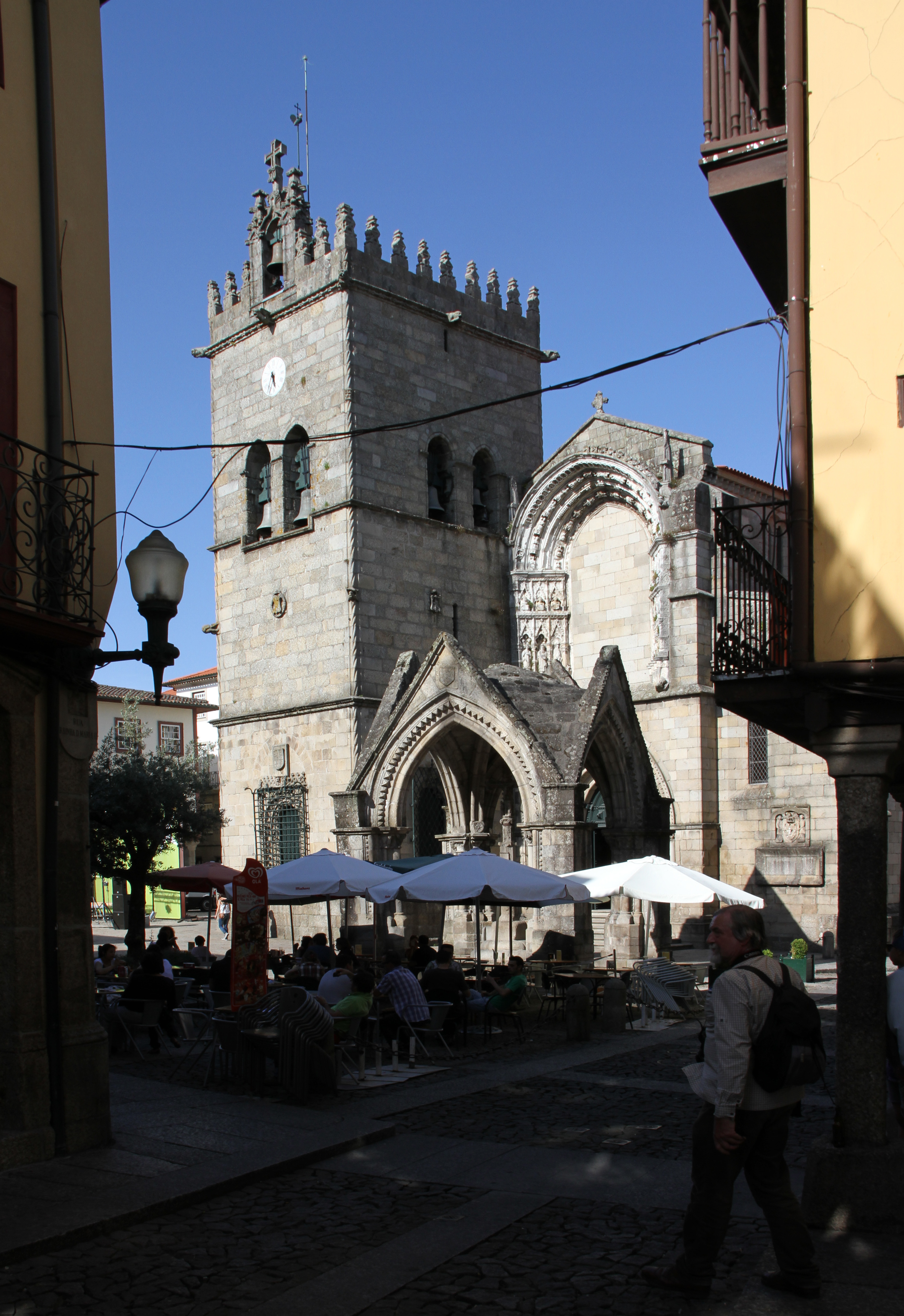
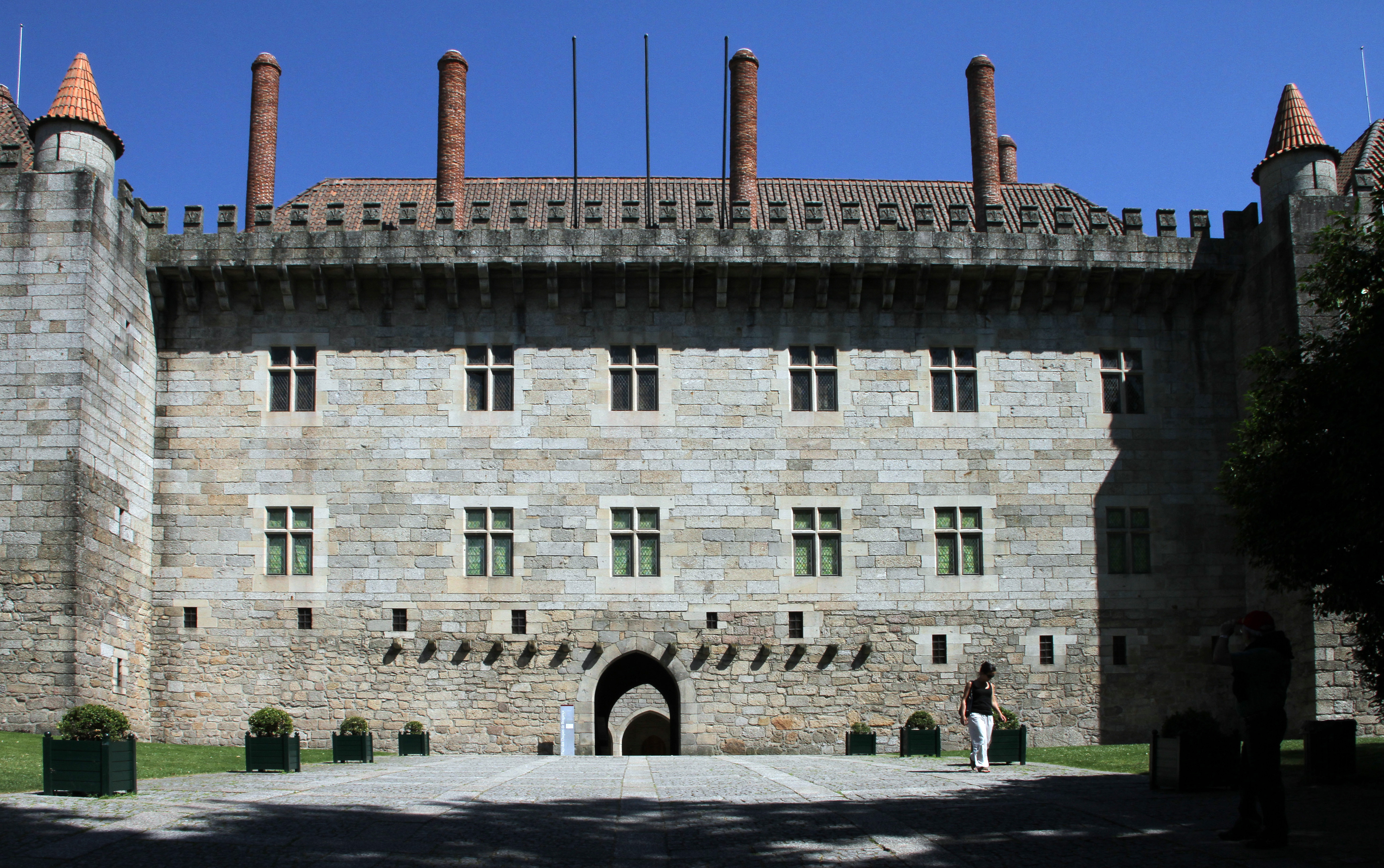